# Pelequén (comuna)
Pelequén fue una de las comunas que integró el antiguo departamento de Caupolicán, en la provincia de Colchagua.
En 1930, de acuerdo al censo de ese año, la comuna tenía una población de 8427 habitantes. Su territorio fue organizado por Decreto con Fuerza de Ley N.º 8.583 del 30 de diciembre de 1927, a partir del territorio de las Subdelegaciones 13.° Malloa y 14.° Panquehue.

## Historia
La comuna fue creada por Decreto con Fuerza de Ley N.º 8.583 del 30 de diciembre de 1927, con el territorio de las Subdelegaciones 13.° Malloa y 14.° Panquehue.
El decreto con fuerza de ley N.º 321 del 20 de mayo de 1931 suprime la comuna de Pelequén y crea, en su lugar, la de Malloa.